# ويليام فرانكلين ساندز
ويليام فرانكلين ساندز (بالإنجليزية: William Franklin Sands)‏ هو دبلوماسي ومؤلف أمريكي، ولد في 1874 في واشنطن العاصمة في الولايات المتحدة، وتوفي في 17 يونيو 1946.